# 1131 Brygada Grenadierów
1131 Brygada Grenadierów, 1131. Grenadier-Brigade – niemiecka jednostka wojskowa z czasów II wojny światowej. Utworzona w lipcu 1944 roku na terenie Generalnego Gubernatorstwa w składzie:
- I.Btl. 1.-4.Kp.
- II.Btl. 5.-8.Kp.
- Pz.Jg.Kp.1131
- Pi.Kp.1131
- Art.Abt.1131

W sierpniu wchodziła w skład IV Korpusu SS w Warszawie (9 Armia), we wrześniu w XX Korpusie Armijnym 2 Armii nad Narwią – Grupa Armii Środek. W listopadzie włączona do 542 Dywizji Grenadierów Ludowych.